# Heorhij Filipczuk
Heorhij Heorhijowycz Filipczuk, ukr. Георгій Георгійович Філіпчук (ur. 19 grudnia 1950 w miejscowości Kyseliw w obwodzie czerniowieckim) – ukraiński polityk, akademik i minister.

## Życiorys
Ukończył studia z zakresu historii na uniwersytecie w Czerniowcach, w 1996 uzyskał stopień doktora nauk pedagogicznych. Zajął się pracą naukową jako wykładowca akademicki, zajmował m.in. stanowisko docenta i profesora. Opublikował około 200 pozycji naukowych.
W latach 1984–1992 był zastępcą naczelnika, a następnie naczelnikiem oświaty w administracji obwodowej. W latach 1996–1998 pełnił funkcję przewodniczącego Czerniowieckiej Obwodowej Administracji Państwowej. Od 1994 do 2002 przez dwie kadencje zasiadał w Radzie Najwyższej.
W latach 90. działał w Ludowym Ruchu Ukrainy. W 2007 po pięcioletniej przerwie powrócił do parlamentu z ramienia Bloku Julii Tymoszenko. W grudniu tego samego roku w nowym rządzie objął stanowisko ministra ochrony środowiska. Funkcję tę pełnił do marca 2010.
W 2012 został skazany na karę 3 lat pozbawienia wolności za rzekome przekroczenie uprawnień przy zawieraniu umowy o świadczeniu usług prawnych dla kierowanego przez siebie resortu. Ułaskawiony w 2013 decyzją prezydenta Wiktora Janukowycza.